# Microberardius
Microberardius — вимерлий рід гігантських дзьобатих китів (підродина Berardiinae), які жили в міоцені. Типовий вид, M. africanus, відомий за частковим черепом, знайденим у Південній Африці в 2007 році.